# Santa Elena (Équateur)
Pour les articles homonymes, voir Santa Elena.
Santa Elena est une ville d'Équateur, capitale de la province de Santa Elena. Elle est située dans la péninsule de Santa Elena, à 107 km à l'ouest de Guayaquil. Sa population était estimée à 39 681 habitants en 2010.

## Histoire
Santa Elena est devenue la capitale de la province du même nom, créée le 7 novembre 2007, à partir d'une partie de la province du Guayas.

## Population
| 1962  | 1974  | 1982   | 1990   | 1995   | 2001   | 2005   |
| ----- | ----- | ------ | ------ | ------ | ------ | ------ |
| 4 200 | 7 700 | 12 859 | 17 459 | 25 664 | 27 351 | 30 920 |